# AC Monza
Associazione Calcio Monza – włoski klub piłkarski z miasta Monza. W sezonie 2025/2026 występuje w Serie B.

## Historia
Klub został założony 1 września 1912 jako Monza Foot Ball Club. Zaczynając od Terza Categoria, klub wspinał się po drabinach włoskiej piłki nożnej w latach 20. i 30. W 1939 roku, mimo że wciąż grał w Terza Divisione, klub dotarł do ćwierćfinału Coppa Italia. Jedyną drużyną na tym poziomie, która była w stanie osiągnąć ten sam wynik było Bari w 1984 roku, a rekord został pobity dopiero w 2016 roku przez Alessandrię Calcio, która osiągnęła półfinały. W 1951 roku Monza awansowała do Serie B i pozostała w tej lidze przez piętnaście lat, zanim powróciła do Serie C. W 2022 klub po raz pierwszy w historii wywalczył awans do Serie A. W najwyższej lidze klub spędził 3 sezony spadając w sezonie 2024/2025 na 3 kolejki przed końcem sezonu.

## Obecny skład
Stan na 3 sierpnia 2024
| Nr | Poz. | Piłkarz                                      |
| -- | ---- | -------------------------------------------- |
| 1  | BR   | Eugenio Lamanna                              |
| 2  | OB   | Giulio Donati                                |
| 4  | OB   | Armando Izzo                                 |
| 5  | OB   | Luca Caldirola                               |
| 6  | PO   | Roberto Gagliardini                          |
| 7  | PO   | José Machín                                  |
| 8  | PO   | Jean-Daniel Akpa-Akpro (wypożyczony z Lazio) |
| 9  | NA   | Lorenzo Colombo (wypożyczony z AC Milan)     |
| 10 | NA   | Gianluca Caprari                             |
| 13 | OB   | Pedro Pereira                                |
| 16 | BR   | Michele Di Gregorio                          |
| 18 | OB   | Davide Bettella                              |
| 19 | OB   | Samuele Birindelli                           |
| 21 | PO   | Valentín Carboni (wypożyczony z Interu)      |
| 22 | OB   | Pablo Marí                                   |

| Nr | Poz. | Piłkarz                                        |
| -- | ---- | ---------------------------------------------- |
| 23 | BR   | Alessandro Sorrentino                          |
| 24 | NA   | Mirko Marić                                    |
| 27 | NA   | Daniel Maldini (wypożyczony z AC Milan)        |
| 28 | PO   | Andrea Colpani                                 |
| 32 | PO   | Matteo Pessina (kapitan)                       |
| 33 | OB   | Danilo D’Ambrosio                              |
| 38 | PO   | Warren Bondo                                   |
| 44 | OB   | Andrea Carboni                                 |
| 46 | OB   | Giorgio Cittadini (wypożyczony z Atalanty)     |
| 47 | NA   | Dany Mota                                      |
| 66 | BR   | Stefano Gori (wypożyczony z Juventusu)         |
| 77 | OB   | Giorgos Kyriakopoulos (wypożyczony z Sassuolo) |
| 80 | NA   | Samuele Vignato                                |
| 84 | NA   | Patrick Ciurria                                |